# Liste von homininen Fossilien des Paläolithikums in China
„Es gibt in Chinas Museen
hundertprozentig noch Dinge,
die man als eigene Art sehen kann,
die bloß noch keinen Namen haben.“
Wichtige in China entdeckte hominine Fossilien des Paläolithikums sind in dieser Übersicht zusammengestellt (mit Pinyin-Schreibung und chinesischen Schriftzeichen), wobei darauf hinzuweisen ist, dass in vielen Fällen die Bodenschichten ihres Fundortes ungenau dokumentiert wurden und die Datierung daher ebenfalls mangelhaft ist. Bei vielen Funden ist zudem umstritten, ob die Fossilien Homo sapiens, Homo erectus oder den Denisova-Menschen zuzuschreiben sind.
- Homo erectus: 
  - Dali-Mensch, Alter: 300.000 bis 260.000 Jahre
  - Jianshi-Mensch, Alter: 600.000 bis 400.000 Jahre (?)
  - Jinniushan-Mensch, Alter: 260.000 bis 165.000 Jahre (?)
  - Lantian-Mensch (Lántián yuánrén 蓝田猿人), Alter: 650.000 bis 500.000 oder 300.000 Jahre
  - Maba 1 (Mǎbàrén 马坝人), Alter: 240.000 oder 130.000 Jahre (?)
  - Nanjing-Mensch, Alter: 600.000 bis 300.000 Jahre
  - Peking-Mensch (Běijīng yuánrén 北京猿人), Alter: 780.000 bis 400.000 Jahre
  - Xuchang-Mensch, Alter: 125.000 bis 105.000 Jahre
  - Yuanmou-Mensch (Yuánmóu yuánrén 元谋猿人), Alter: 700.000 Jahre (?)

- Denisova-Menschen
  - Harbin-Schädel (龙人 „Drachenmensch“), Mindestalter: 148.000 ± 2.000 Jahre
  - Xiahe-Unterkiefer
  - Penghu 1

- Homo sapiens: 
  - Rotwildhöhlen-Menschen, Alter 14.500 bis 11.500 Jahre
  - Shandingdong-Mensch (der Obere Höhlen-Mensch) (Shāndǐngdòngrén 山顶洞人), Alter: 29.000 bis 10.000 Jahre
  - Tianyuan 1, Alter: 40.000 Jahre

- weitere Funde mit umstrittener Zuordnung zu einer bestimmten Art:
  - Changyang-Mensch (Chángyángrén 长阳人), Alter: ca. 100.000 Jahre
  - Chaoxian-Mensch, Alter: 200.000 bis 160.000 oder 30.000 Jahre
  - Dingcun-Mensch (Dīngcūnrén 丁村人), Alter: 80.000 Jahre (?)
  - Hetao-Mensch, Alter: 100.000 Jahre (?)
  - Jiande-Mensch, Alter: 50.000 Jahre
  - Jian Shi (Gao Ping), Hubei: drei Molaren aus dem mittleren Pleistozän
  - Liujiang-Mensch (Liǔjiāngrén 柳江人), Alter: ca. 30.000
  - Shuicheng-Mensch
  - Tongzi-Mensch
  - Wushan-Mensch, Alter und Art-Zugehörigkeit ungeklärt
  - Xichou-Mensch, Alter: ca. 50.000 Jahre
  - Xujiayao-Mensch, Alter: ca. 100.000 Jahre (?)
  - Ziyang-Mensch, Alter: ca. 7000 oder mehr als 35.000 Jahre

## Belege
1. ↑  Friedemann Schrenk in: Spektrum der Wissenschaft, Nr. 9/2010, S. 73
2. ↑  Geoffrey G. Pope: Evidence on the age of the Asian Hominidae. In: PNAS, Band 80, Nr. 16, 1983, S. 4988–4992, Volltext (PDF; 1,1 MB)
3. ↑  „In East Asia, human fossils are [...] numerous, but their significance has been difficult to assess to poor knowledge of their geological context and inadequate dating.“ Darren Curnoe et al.: Human Remains from the Pleistocene-Holocene Transition of Southwest China Suggest a Complex Evolutionary History for East Asians. In: PLoS ONE, Band 7, Nr. 3, e31918, 2012, doi:10.1371/journal.pone.0031918